# Michel Bouvard
Michel Bouvard (* 1958 v Lyonu) je francouzský varhaník.
Studoval hru na varhany na pařížské konzervatoři (prof. Suzanne Chaisemartin a André Isoir). Od roku 1985 je profesorem konzervatoře v Toulouse a od roku 1995 v Paříži.